# Hrabiowie von Meran

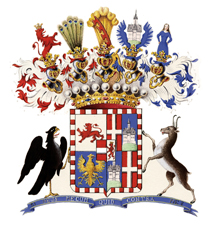
Herb hrabiów von Meran

Rodzina hrabiów (niem. Graf) von Meran, wywodzi się od arcyksięcia Jana (zm. 1859 r., stryj cesarza austriackiego Ferdynanda I) i jego morganatycznej małżonki - Anny Marii Plochl (zm. 1885). Łamiąc zasady obowiązujące w rodzinie cesarskiej (małżonki arcyksiążąt musiały być odpowiednio wysoko urodzone), ożenił się z miłości z córką poczmistrza. Przydało to arcyksięciu ogromnej popularności.
W 1848 podczas Wiosny Ludów został wybrany na administratora Rzeszy. Miało to być wstępem do zjednoczenia Niemiec, ale faktycznie arcyksiążę nie miał wielkich uprawnień.